# Elisabeta Franziska de Austria
Elisabeta Franziska Maria, Arhiducesă de Austria, Prințesă a Ungariei și Boemiei (17 ianuarie 1831 - 14 februarie 1903), a fost fiica Arhiducelui Joseph, Palatin al Ungariei (1776–1847) și a celei de-a treia soții, Maria Dorothea de Württemberg (1797–1855).

## Biografie

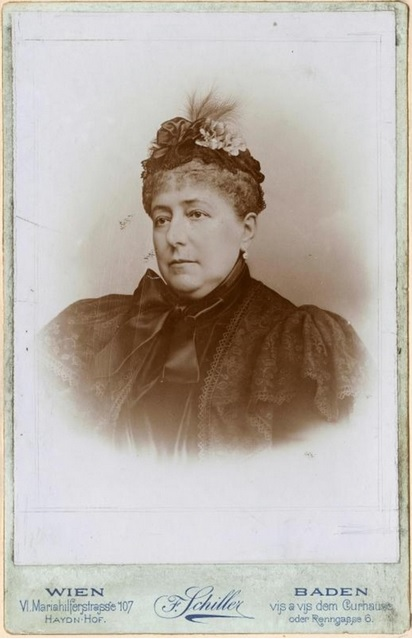
Arhiducesa Elisabeta Franziska

S-a căsătorit la 4 octombrie 1847 la Viena cu Arhiducele Ferdinand Karl Viktor de Austria-Este (1821–1849). El era al doilea fiu al Ducelui de Modena, Francisc al IV-lea și a Mariei Beatrice de Savoia. Elisabeta Franziska și Ferdinand Karl Viktor au avut o fiică, Arhiducesa Maria Theresia de Austria-Este (1849–1919), care s-a căsătorit cu regele Ludwig al III-lea al Bavariei.
A doua ei căsătorie a avut loc la 18 aprilie 1854 la Viena, cu vărul ei primar, Arhiducele Karl Ferdinand de Austria (1818–1874),  al doilea fiu al Arhiducelui Karl, Duce de Teschen și a Prințesei Henrietta de Nassau-Weilburg. Elisabeta Franziska și Karl Ferdinand au avut șase copii:
- Arhiducele Franz Joseph de Austria (1855–1855)
- Arhiducele Friedrich de Austria, Duce de Teschen (1856–1936)
- Arhiducesa Maria Christina de Austria (1858–1929), soția regelui Alfonso al XII-lea al Spaniei
- Arhiducele Charles Stephen de Austria (1860–1933)
- Arhiducele Eugen de Austria (1863–1954)
- Arhiducesa Maria Eleonora de Austria (1864–1864)

Elisabeta a murit de pneumonie în palatul fiilor ei, Albertina din Viena. A fost înmormântată la Baden bei Wien unde o stradă a fost numită după ea.

## Arbore genealogic
1. ↑  Dictionary of Women Worldwide[*] Verificați valoarea |titlelink= (ajutor)